# Orienzo
Orienzo (in latino Orientius; ... – Auch, 450 circa) è stato un vescovo e poeta romano vissuto nella seconda metà del V secolo.

## Biografia
Orienzo era di origine gallica, convertitosi dopo una vita di peccati. Viene considerato santo dalla Chiesa cattolica che lo commemora il 1º maggio. Nel 439 fu incaricato dal re Teodorico I
dei Visigoti di contattare i generali romani Littorio e Flavio Ezio, per stringere una pace con Roma.  
Fu vescovo di Auch (Augusta Ausciorum) in Aquitania meridionale e poeta, citato da Venanzio Fortunato nella sua Vita sancti Martini come pastore esperto, in un momento in cui il suo paese era stato devastato dalle invasioni.

## L'opera
Sotto il suo nome è tramandato un poema elegiaco di 1.036 versi (divisi in due libri di estensione diseguale) di argomento morale: in esso l'autore, che al termine si cita per nome, nel ruolo di maestro esorta un immaginario allievo a vivere secondo gli insegnamenti del cristianesimo e in particolare a evitare i peccati capitali, soprattutto la lussuria.
Non è univoco il titolo dell'opera: il manoscritto che la tramanda parla genericamente di versus; l'autore, all'interno dell'opera stessa, parla di monita (insegnamenti), ma si tratta senz'altro di un termine generico, mentre l'unico autore successivo che cita l'opera, Sigebert di Gembloux (fine IX secolo) parla di commonitorium fidelium (esortazione ai fedeli).
Proprio tenendo conto di quest'ultima testimonianza, i critici del secolo scorso hanno considerato Commonitorium il titolo autentico, anche se non mancano recenti e autorevoli prese di distanza. L'opera, che resta sostanzialmente nella sfera morale, si rivela interessante per la descrizione delle tristi condizioni storiche della Gallia durante le invasioni barbariche.